# 프레오브라젠스코예

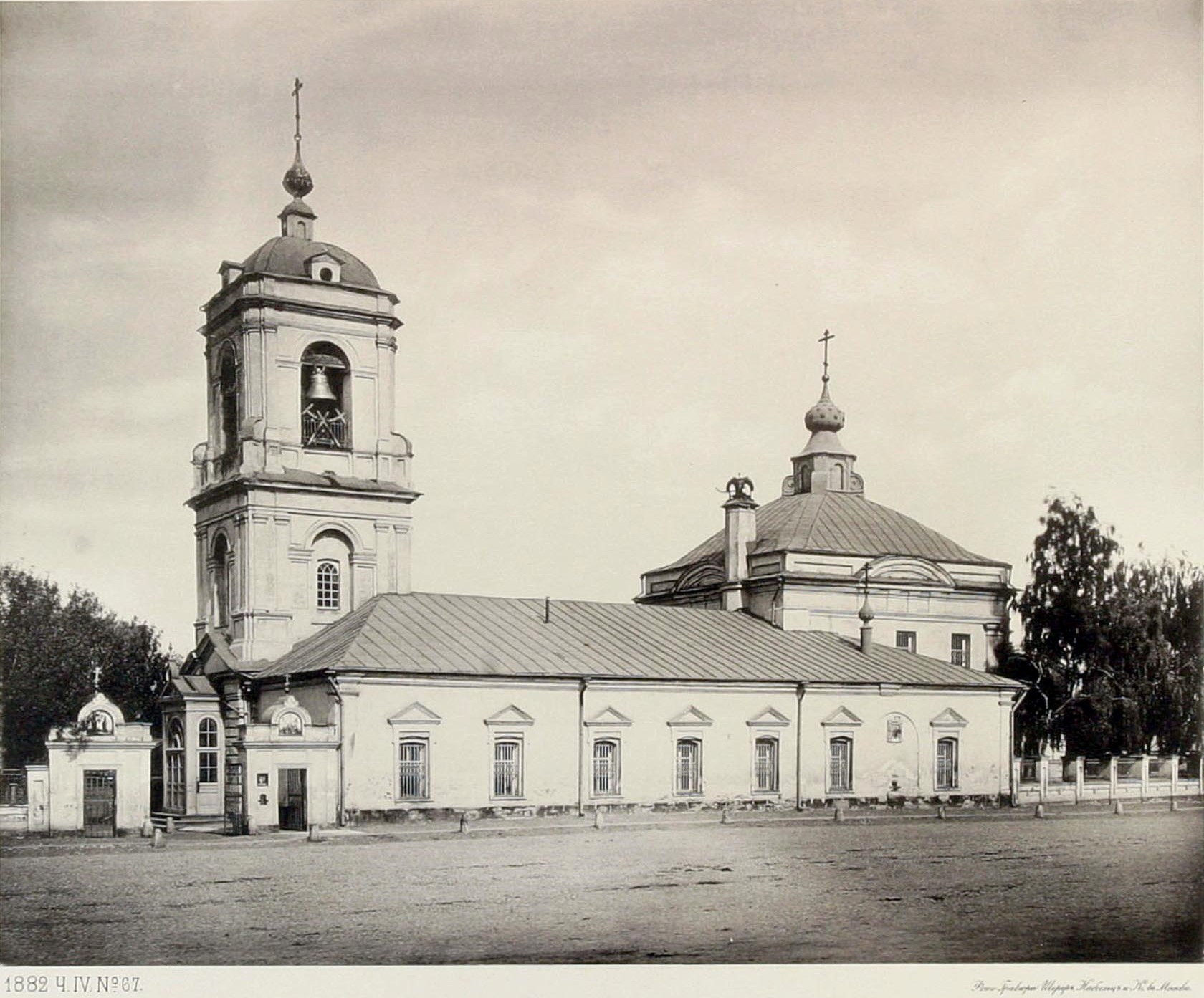
1882년에 찍힌 사진.

프레오브라젠스코예(러시아어: Преображенское)는 코만도르스키예 제도의 동쪽에 위치한 메드니 섬의 중심지이다. 이 마을은 1800년대에 애투섬에서 이주한 알류트족들이 세웠다. 어업과 수렵이 이 마을 수입의 절반을 차지한다.